# André Geerts
André Lécureux Geerts (Bruxelles, 18 dicembre 1955 – 27 luglio 2010) è stato un fumettista belga.

## Biografia
André Geerts è nato il 18 dicembre 1955 a Bruxelles. Già all'età di undici anni ha disegnato piccole storie per bambini ispirate a Boule e Bill e Dennis la minaccia,3. Da bambino era ossessionato dal riordino. Amava leggere Le Petit Nicolas di René Goscinny e Petit Noël di André Franquin. Ha perso il padre quando era ancora giovane. André Geerts ha trascorso un breve periodo al Collège Saint-Pierre di Uccle, che è poi servito da modello molti anni dopo per la scuola ritratta in Jojo au Pensionnat. Successivamente, ha frequentatp l'Institut Saint-Luc di Bruxelles. Lì ha incontrato Bernard Hislaire, che lo ha presentato a Jean-Marie Brouyère, sceneggiatore emergente della casa editrice Dupuis4. Nel 1974 ha pubblicato la sua prima striscia su Le Soir-Jeunesse. A metà degli anni Settanta, insieme a Bosse, Christian Darasse, Watch e Hislaire, ha contribuito alla fanzine Zazou. Pubblica tre gag sulla rivista di breve durata Aïe!.
Dal 1976 ha collaborato con Jean-Marie Brouyère per La Petite Chronique vénusienne del settimanale Spirou. Ha lavorato anche come illustratore per Bonnes Soirées, Tremplin e per la rivista Schtroumpf. Nel 1980 ha vinto il premio Saint-Michel per le vignette. Ha continuato a disegnare vignette e storie complete per Spirou, prima di creare la serie Jojo nel 1983 (sempre per il settimanale Spirou). Nel 1988 ha illustrato la canzone Jonathan di Renaud per Pif. Ha creato anche Jabert contre l'adversité (su sceneggiatura di Pierre Le Gall) nel 1990 e Mademoiselle Louise nel 1993, su sceneggiatura di Sergio Salma, che gli permettono di ricaricarsi e di uscire dal suo mondo.
André Geerts è stato un appassionato di tennis e di moto. Il suo leggero strabismo gli ha conferito una vista leggermente offuscata. Era un amico fedele e gli piaceva bere vino. È morto di cancro il 27 luglio 2010 dopo una lunga battaglia contro la malattia,. Ha lasciato un album della serie Jojo in fase di completamento, con Alain Mauricet e Renaud Collin che hanno disegnato le tavole rimanenti.
Geerts ha reso omaggio a Will in L'Arbre des deux printemps (2000) e a François Walthéry in diverse occasioni in Natacha - Spécial 20e anniversaire - Nostalgia14 (1990) e Natacheries (2007).

## Opere pubblicate
- Gens de la lune[15], Crocodile édition, 1981.

1. Edizione limitata a 500 copie, di cui 100 fuori commercio, numerate e firmate.

- Monde Cruel, Dupuis:

1. Bonsoir, monde cruel! Les étoiles Dupuis, 1985.
2. Bonsoir, monde cruel! Serie "Humour libre", 1997[16]

- Jojo, Dupuis:

1. Le Temps des copains, 1987.
2. La fuga di Jojo, 1989.
3. On opère Gros-Louis, 1990.
4. Le Mystère Violaine, 1991.
5. Un été du tonnerre, 1993.
6. Le Serment d'amitié, 1994.
7. Mamy se défend, 1995.
8. Monsieur je-sais-tout, 1998.
9. Le Retour de papa, 1999[17].
10. La Chance de Sébastien, 2000[18].
11. Le scelte di Charlotte, 2001.
12. Jojo au pensionnat, 2002.
13. Une pagaille de Dieu le Père, 2003.
14. La Ballade des quatre saisons, 2004.
15. Una fidanzata per papà, 20053[3].
16. Jojo vétérinaire, 2006. Prix des lecteurs jeunesse 2007 al festival Vaison-la-Romaine[6].
17. Confisqué! 2008.
18. Mamy Blues, sceneggiatura di Sergio Salma, 2010.

- Jabert contre l'adversité (illustratore e colorista) con Pierre Le Gall (sceneggiatore), Delcourt, 1990[19].
- Mademoiselle Louise:
  1. Mademoiselle Louise, Casterman, 1993. Réédition Dupuis sous le titre «Un papa cadeau», 2007.
  2. Cher Petit Trésor[20], Casterman, 1997. Réédition Dupuis, 2007.
  3. Une gamine en or, Dupuis, coll. «Punaise», 2007.
  4. Cash-cache, Dupuis, coll. «Punaise», 2009.
- Le Commissaire Martin : Le Sourire du commissaire, Point Image, coll.  Monde cruel, 1995.
- Intégrale Jojo, Dupuis:
  1. 1983-1991, 2017.
  2. 1991-1998, 2018.
  3. 1999-2003, 2019.
  4. 2003-2010, 2020.

### Opere collettive
- Spirou Album+ nº5, Dupuis, marzo 1983 Sceneggiatura: collettivo con André Geerts - Disegno: collettivo con André Geerts - Colori: collettivo[21]
- Baston 5 - La Ballade des baffes, Goupil éditeur, settembre 1983 Sceneggiatura: collettivo con André Geerts - Disegno: collettivo con André Geerts - Colori: collettivo[22][23]
- 20 Copertine per Spirou et Fantasio[24], éditions du Lion, 1987 Scrittura e colori: collettivo - Disegno: collettivo tra cui André Geerts 20 autori immaginano la copertina di un album.
- INT1 La B.D. chante Brel - Le Plat Pays + Les Prénoms, Brain Factory, settembre 1988 Sceneggiatura: collettivo - Disegno: collettivo tra cui André Geerts - Colore: processo in quadricromia)[25]   Contributo di Jef (4 tavole).
- Le Belle storie dell'Onc' Renaud:
- 2 Le Retour de la bande à Renaud, Delcourt, settembre 1988 Sceneggiatura e colori: collettivo - Disegno: collettivo con André Geerts[26][27]
- Natacha - Spécial 20e anniversaire - Nostalgia, Marsu Productions, Monaco, febbraio 1990. Sceneggiatura: collettiva - Disegno: collettivo, compreso André Geerts - Colore: quadricromia[28]-Contributi: Omaggio a Walthéry (1 tavola)
- Animaux a(d)mis, Alliance européenne, gennaio 2000. Sceneggiatura: collettiva - Disegno: collettivo con André Geerts[29][30]
- Téléthon, Le Lombard, Bruxelles, juin 1990 Scénario et couleurs: collectif - Dessin: collectif dont André Geerts[31][32]
- L'Arbre des deux printemps[33].[13], Le Lombard, serie "Signé", Bruxelles, dicembre 2000 Sceneggiatura: Rudi Miel - Disegno: Will e collettivo, tra cui André Geerts - Colori: collettivo[34]
- Patate douce: Tome 1, Scrittura: collettivo - Disegno: collettivo con André Geerts, Le Potager moderne, 2002[35].
- Marie Moinard e collettivo, En chemin elle rencontre.... : Les artistes se mobilisent contre la violence faite aux femmes, Vincennes/Paris, Des ronds dans l'O / Amnesty International, settembre 2009, 96 p.[36]

### Libri d'arte
- Bruxelles - 20 anni / 20 autori30, Pierre Dejemeppe, Bruxelles, settembre 1999. Sceneggiatura: Thierry Bellefroid - Disegno: collettivo - Colore: processo in quadricromia Pubblicato in occasione del 20º anniversario della Regione di Bruxelles-Capitale con François Avril, Philippe Berthet, Émile Bravo, Renaud Collin, Nicolas de Crécy, Johan De Moor, André Geerts, Dominique Goblet, Sacha Goerg, Jean-Claude Götting, André Juillard, Régis Lejonc, Jacques de Loustal, Cédric Manche, Vincent Mathy, David Merveille, Ever Meulen, François Schuiten, Thierry Van Hasselt e Bernard Hislaire. Formato italiano.
- Les Trésors de Jojo[37],[38], Sur la pointe du pinceau, Villers-Saint-Siméon, novembre 2005. Sceneggiatura, disegno e colori: Geerts Edizione limitata di 500 copie numerate e firmate. Accompagnato da una targhetta.

### Lavori extra BD
André Geerts realizzò occasionalmente calendari per la Fédération des Scouts Catholiques, portafogli, targhette, segnalibri, cartoline, targhette smaltate, puzzle, etichette di birra e vino e alcuni rari lavori pubblicitari.

## Ricezione

### Premi e riconoscimenti
André Geerts ha ricevuto una ventina di premi, tra cui:
- 198: prix Saint-Michel du meilleur auteur humoristique pour l'ensemble de sue oèere;
- 1994: prix du jury œcuménique de la bande dessinée pour Mademoiselle Louise, t. 1 (con Sergio Salma) ;
- 1997: Grand Prix de la ville de Durbuy pour Monde Cruel, t. 1;
- 1998: Crayon d'or della città di Bruxelles attribuita per la Chambre belge des experts en bande dessinée;
- 2003:
  - Grand prix de la ville de Bruxelles attribuito lors dal festival de Ganshoren;
  - prix Saint-Michel jeunesse pour Jojo, t. 12: Jojo au pensionnat ;
- 2007: prix des lecteurs jeunesse au festival de Vaison-la-Romaine pour Jojo, t. 17: Jojo Vétérinaire ;
- 201'0: prix de la Grande Ourse lors du Festival d'Andenne pour Mamy Blues à titolo postumo.[40]

### Omaggi
Frédéric Niffle e gli autori gli hanno reso omaggio nello Spirou n. 3778 dell'8 settembre 2010.

#### Postumi
Il murale Jojo su un frontone al numero 41 di rue Pieremans, nel quartiere Marolles di Bruxelles, è stato inaugurato nel settembre 1996 e copre una superficie di 56 m². L'opera è stata realizzata da G. Oreopoulos e D. Vandegeerde di Art Mural asbl.
Secondo Patrick Gaumer, André Geerts ha dato nuova vita ai fumetti per bambini con uno stile estremamente sensibile e un'opera piena di tenerezza.

### Periodici
- André Geerts (intervistato da Rodolphe), "André Geerts: j'ai envie d'avoir un papa", La Lettre - L'officiel de la bande dessinée, Dargaud, n. 21, gennaio - febbraio 1995, p. 14-15
- "Spirou rende omaggio ad André Geerts", Spirou, Dupuis, n. 3778, 8 settembre 2010
- Louis Cance, "Ricordare Geerts", Hop!, AEMEGBD, n. 128, dicembre 2010, p. 48 (ISSN 0768-9357)

### Articoli
- Robert Rouyet, "Pauvre petite fille riche, une nouvelle héroïne fondante comme un bonbon rose", Le Soir, 5 maggio 1993
- François Robert e René Breny, "Jojo ravviva un frontone di Marolles", Le Soir, 30 ottobre 1996
- L. B., "Jojo veut percer le mystère Violaine", La Libre Belgique, 20 dicembre 2000
- Olivier Van Vaerenbergh, "La Deux De la BD au dessin animé 'Jojo', rien que pour les enfants", Le Soir, 21 dicembre 2000
- Daniel Couvreur, "Geerts: 'La maman de Jojo est absente'", Le Soir, 30 settembre 2005
- Laurent Turpin, "L'Envers des planches: André Geerts", BDZoom, 30 novembre 2005
- André Geerts (Nicolas Anspach), "Jojo è un fumetto che parla piano", ActuaBD, 15 maggio 2008
- "Le petit monde de Jojo est en deuil", BDZoom, 27 luglio 2010
- Liliane Schraûwen, "Souvenir d'André Geerts", lilianeschrauwen.be, 28 luglio 2010
- Alain Lorfèvre, "Cases posthumes", La Libre Belgique, 2 novembre 2010
- Henri Filippini, "Jojo: intégrale" T2: quatre pépites signées André Geerts...", BDZoom, 2 maggio 2018
- Henri Filippini, "Jojo, un p'tit gars trop discret", BDZoom, 3 settembre 2019
- Henri Filippini, "Mademoiselle Louise, une petite sœur riche pour Jojo", BDZoom, 8 settembre 2021
- "Jojo en balade à Rouge-Cloître", Rouge-Cloître, 10 settembre 2021